# Wetterrad

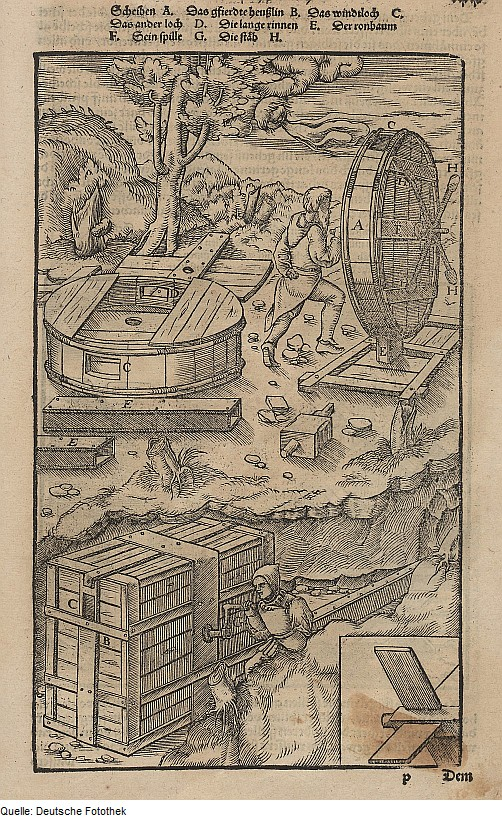
Wetterrad nach Agricola

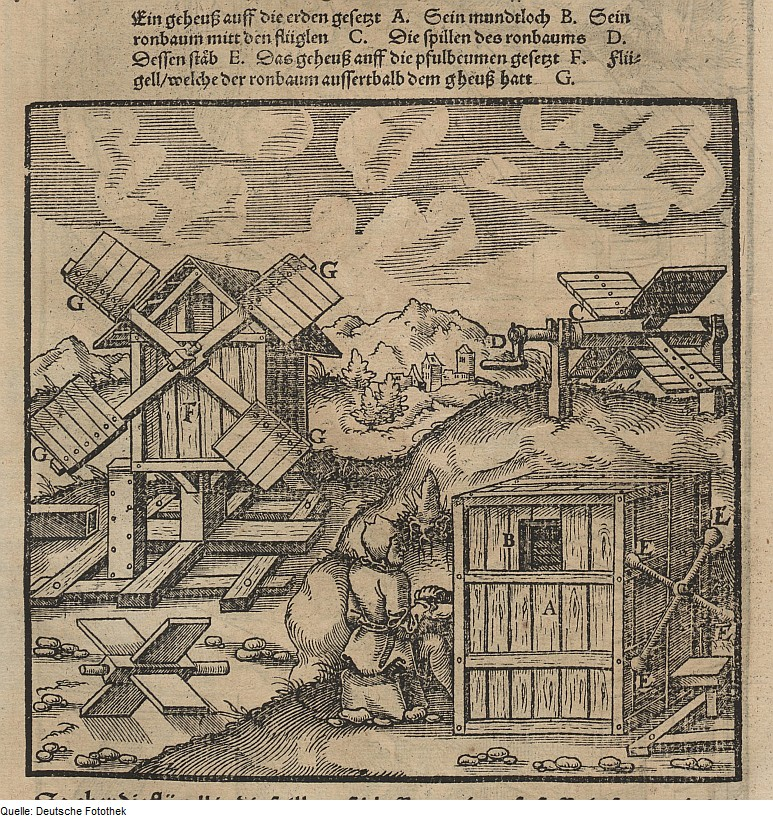
Wetterrad mit Windantrieb

Ein Wetterrad, auch Windrad, Wetterfächer oder Wettertrommel genannt, ist eine Wettermaschine, die im Bergbau zur Bewetterung eingesetzt wurde. Wetterräder werden entweder manuell oder maschinell angetrieben.

## Aufbau
Das Wetterrad besteht aus einem runden Gehäuse, in dem mittig eine Welle drehbar gelagert ist. Das Gehäuse hat einen Durchmesser von sechs Fuß und eine Breite von 1,5 Fuß. Es wurden aber auch Wetterräder mit rechteckigem Gehäuse gebaut. Im Gehäuse befinden sich zwei Öffnungen, auf jeder Seite eine. An einer der Öffnungen kann eine Wetterlutte befestigt werden. Die andere Öffnung bleibt offen und dient zum Ansaugen der Frischluft. Im Innern des Gehäuses sind auf der Welle acht fächerförmige Flügel montiert. Bei den runden Gehäusen sind die Flügel so montiert, dass sie genau an die Kopf und Seitenflächen anschließen, ohne dagegen zu stoßen. Bei den eckigen Gehäusen ist dies nicht möglich, dadurch bleibt bei diesen ein Teil der Luft im Gehäuse zurück. Daher sind Wetterräder mit eckigem Gehäuse nicht so effektiv wie Wetterräder mit rundem Gehäuse. An der Welle befindet sich außen eine Kurbel, mit der die Welle in Drehbewegungen versetzt werden kann. Das Gehäuse kann entweder direkt auf den Boden gestellt oder auf einem Bock befestigt werden. Wird das Gehäuse auf einem Bock befestigt, kann man anstelle der Kurbel vier Windflügel auf dem Wellenende befestigen. Dadurch wird das Wetterrad wie bei einer Windmühle mittels Windkraft angetrieben. Nachteilig ist hierbei jedoch, dass bei ungenügendem Wind die Grubenbaue nicht bewettert werden.

## Funktion und Einsatz
Wird die Welle in Drehbewegungen versetzt, wird die im Gehäuse befindliche Luft durch die Flügel in eine Richtung bewegt. Dadurch wird die Luft komprimiert und durch die Schwungkraft der Flügel zur Öffnung gedrückt. Die durch die andere Öffnung nachströmende Luft bewegt nun diese Luftmassen aus dem Gehäuse heraus. Diese Luft wird nun durch die Lutte bis vor Ort gedrückt. Dadurch kommt es zu einem erforderlichen Wetterwechsel. Ein so funktionierendes Wetterrad wird als Wetterbläser bezeichnet. Soll das Wetterrad als Wettersauger arbeiten, also die Abwetter aus dem Grubengebäude saugen, so müssen die Öffnungen am Wetterrad getauscht werden. Das bedeutet, dass an die saugende Seite, also Öffnung, durch die die Frischluft eingesaugt wird, eine Lutte angeschlossen wird. Nun saugt das Wetterrad die Abwetter aus den Grubenbauen und bläst sie ins Freie.